# Love & Girls
"Love & Girls" é o sétimo single em japonês do girl group sul-coreano Girls' Generation. Foi lançada em 19 de junho de 2013.

## Antecedentes
Foi anunciado em 5 de abril de 2013, que Girls' Generation estaria lançando seu primeiro single em japonês do ano, "Love & Girls", em 29 de maio de 2013. Há duas versões do single; uma edição regular e uma edição limitada em CD+DVD. A edição regular contém a faixa-título "Love & Girls", bem como um B-side, "Lingua Franca" (em japonês:  リンガ・フランカ).
A edição em DVD conteria o vídeo promocional completo para o lado B de seu sexto single em japonês "Flower Power" — "Beep Beep", mas este foi substituído pelo vídeo promocional de "Love & Girls". Uma versão encurtada do videoclipe de "Beep Beep" foi lançada em 5 de abril no canal da Universal Music no YouTube, a versão completa foi lançada na edição limitada do álbum "Love & Peace".
O single estava inicialmente programado para ser lançado em 29 de maio de 2013, no entanto, devido a alterações de última hora no vídeo de "Love & Girls", o lançamento foi adiado para o dia 19 de junho de 2013. O videoclipe de "Beep Beep" também foi trocado para o vídeo de "Love & Girls" na edição em DVD do single.

## Promoção
Em 19 de junho de 2013, as integrantes do Girls' Generation dançaram em um flashmob no Universal Studios Japan com 4.000 fãs que se reuniram depois de ver um anúncio online. Assim que as cantoras iniciaram a simular que estavam lavando os cabelos com sua ′dança do xampu′, todos na multidão prontamente as seguiram. No dia 20 de junho, o flashmob foi ao ar na Fuji TV.

## Videoclipe

### Antecedentes
O videoclipe para "Love & Girls" foi gravado em 17 de abril de 2013, com a participação de fãs selecionadas através do fã site japonês do Girls' Generation. O lançamento do vídeo e o single estava programado para 29 de maio de 2013, entretanto foi adiado devido a agência efetuar alterações nas cenas do vídeo, afirmando que "O videoclipe será preenchido com novas coisas experimentais, o que é a razão para o atraso do single."
As garotas gravaram o vídeo com uma mutildão, em uma atmosfera similar ao carnaval, com dança e sorrisos brilhantes. A canção é alegre e divertida, com uma coreografia bonita e brilhante. O videoclipe foi lançado em 17 de maio de 2013 e exibido na Space Shower TV.

## Lista de faixas
| Edição Regular em CD |                                    |                               |                                              |         |  |
| N.º                  | Título                             | Compositor(es)                | Produtor(es)                                 | Duração |  |
| 1.                   | "Love & Girls"                     | Kamikaoru                     | Erik Lidbom, Ronny Svendsen, Anne Judith Wik | 3:07    |  |
| 2.                   | "Lingua Franca (リンガ・フランカ)" | Hidenori Tanaka, Agehasprings | Andreas Öberg, Jon Hallgren, Ylva Dimberg    | 3:07    |  |

| Edição Limitada em CD+DVD |                             |                |              |         |  |
| N.º                       | Título                      | Compositor(es) | Produtor(es) | Duração |  |
| 3.                        | "Love & Girls" (Videoclipe) |                |              |         |  |

## Desempenho nas paradas

### Oricon
| Lançamento          | Parada da Oricon      | Pico | Vendas de estreia | Vendas totais | Período na parada |
| ------------------- | --------------------- | ---- | ----------------- | ------------- | ----------------- |
| 19 de junho de 2013 | Daily Singles Chart   | 3    | 42.796 (semanal)  | 54.148+       | 7 semanas         |
| 19 de junho de 2013 | Weekly Singles Chart  | 4    | 42.796 (semanal)  | 54.148+       | 7 semanas         |
| 19 de junho de 2013 | Monthly Singles Chart | 14   | 42.796 (semanal)  | 54.148+       | 7 semanas         |
| 19 de junho de 2013 | Yearly Singles Chart  | —    | 42.796 (semanal)  | 54.148+       | 7 semanas         |

### Billboard Japan
| Parada                                     | Melhor posição |
| ------------------------------------------ | -------------- |
| Billboard Japan Adult Contemporary Airplay | 4              |
| Billboard Japan Hot Top Airplay            | 12             |
| Billboard Japan Hot Singles Sales          | 2              |
| Billboard Japan Hot 100                    | 3              |

## Histórico de lançamento
| Região  | Data                | Formato          | Gravadora                           |
| ------- | ------------------- | ---------------- | ----------------------------------- |
| Japão   | 19 de junho de 2013 | CD               | Nayutawave Records, Universal Music |
| Mundial | 19 de junho de 2013 | Download digital | Nayutawave Records, Universal Music |
| Taiwan  | 21 de junho de 2013 | CD               | Nayutawave Records, Universal Music |